# 유럽 고속도로 931호선
유럽 고속도로 931호선(European route E931)은 이탈리아의 마차라델발로에서 젤라까지 이르는 B-클래스급 고속도로로, 총 연장은 187km이다. 중간에 카스텔베르라노를 경유하고 있다.

## 주요 경로
- 이탈리아
  - 마차라델발로 (E90)
  - 카스텔베르라노(영어판) (E90)
  - 젤라 (E45)